# 비스카운트멜빌 해협

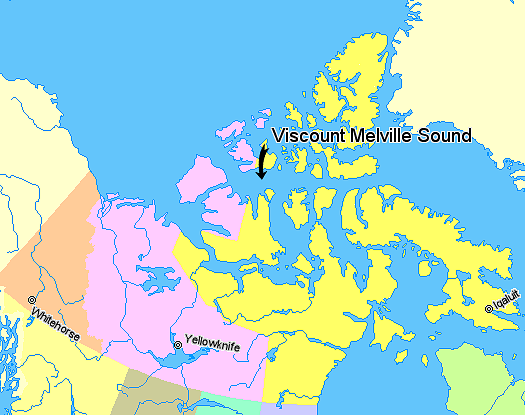
비스카운트멜빌 해협의 위치

비스카운트멜빌 해협(영어: Viscount Melville Sound)은 캐나다의 누나부트 준주에 있는 빅토리아섬과 프린스오브웨일스섬, 퀸엘리자베스 제도 사이의 해협이다. 패리 해협의 일부이며, 북서항로의 노선에 위치한다. 동쪽으로는 랭커스터 해협이 있고 서쪽으로는 매클루어 해협이 위치한다. 길이는 400km이며, 폭은 160km이다. 제2대 멜빌 자작(Viscount Melville)인 로버트 던다스의 이름을 따서 붙여졌다.